# Gut-Hirten (Gültstein)
Gut-Hirten ist eine der drei Kirchen, die zur römisch-katholischen Kirchengemeinde Herrenberg gehören. Sie befindet sich im Stadtteil Gültstein.
In ihrem Innenraum hängt ein drei mal sechs Meter messender Wandteppich zum Psalm 23. Der Entwurf wurde von Sieger Köder gestaltet, Kirchengemeindeglieder fertigten den bunten Guten Hirten samt Abendmahlszene aus Fahnenstoff.

## Geschichte
Im Frühjahr 1967 wurde mit dem Bau der Kirche begonnen. Am 18. Februar 1968 wurde sie, zusammen mit dem Gemeindesaal, eingeweiht. Damals trug noch die Gemeinde Altingen die Verantwortung für den Bau. Am 1. Januar 1977 wurde Gültstein, gemeinsam mit Kayh und  Mönchberg, in die Kirchengemeinde Herrenberg eingegliedert.
Die Kirche gehört zur Katholischen Kirchengemeinde Herrenberg,  St. Josef,  St. Martin, Gut-Hirten.